# Lucifer III
Lucifer III treći je studijski album heavy metal-sastava Lucifer. Diskografska kuća Century Media Records objavila ga je 24. ožujka 2020.

## Popis pjesama
Tekstovi: Johanna Platow Andersson, glazba: J. P. Andersson i Nicke Platow Andersson.
| 1.    | »Ghosts«            | 4:04 |
| 2.    | »Midnight Phantom«  | 4:12 |
| 3.    | »Leather Demon«     | 4:51 |
| 4.    | »Lucifer«           | 3:56 |
| 5.    | »Pacific Blues«     | 4:07 |
| 6.    | »Coffin Fever«      | 4:11 |
| 7.    | »Flanked by Snakes« | 3:34 |
| 8.    | »Stay Astray«       | 4:38 |
| 9.    | »Cemetery Eyes«     | 5:48 |
| 39:21 |                     |      |

## Recenzije
| Recenzije       | Recenzije |
| Izvor           | Ocjena    |
| --------------- | --------- |
| Blabbermouth    | 8/10      |
| Distorted Sound | 8/10      |
| Kerrang!        | 3/5       |
| Metal Hammer    | [ 9 ]     |
| Sputnikmusic    | 4/5       |

Dobio je pozitivne kritike. U osvrtu za Distorted Sound Rich Webb dao mu je osam bodova od njih deset proglasivši ga „odličnim djelom”, a posebno je pohvalio pjesmu „Cemetery Eyes” izjavivši da „djeluje veličanstvenije od svega što je skupina prethodno snimila zbog načina na koji [glazba] raste i spušta se”. Jednaku mu je ocjenu dao Jay H. Gorania u recenziji za Blabbermouth, koji je napisao da ništa na uratku „nije neočekivano”, ali da se sastav „ne ponavlja” te da je njime napravio „presjek obožavatelja Jefferson Airplanea te Emperora i Deicidea”. Preporučio ga je svim obožavateljima occult rocka. Sputnikmusicov recenzent dao mu je četiri boda od njih pet uz zaključak da „više održava zamah sastava nego što pokazuje evoluciju u pravom smislu riječi, ali prokleto dobro čini ono što je odlučio činiti”.
Uradak je u Metal Hammeru dobio tri i pol zvjezdice od njih pet, a recenzentica Holly Wright napisala je da se skupina „služi svojim obrascem”, ali „Lucifer III nije zbog toga dosadan i predvidljiv” te je zaključila da „i dalje nastoji uravnotežiti svjetlo(nošenje) s pakleno razuzdanim sjenama”, ali da „prirodna draž Johanne Sadonis i autentično iscrtavanje prošlih zvukova Lucifer čini uspješnim sastavom”. Tri boda od njih pet dobio je u recenziji časopisa Kerrang!, u kojoj stoji da je uradak „stilski bogat, na njemu je nekoliko odličnih pjesama, a DNK mu je neosporno rokerski”.

## Zasluge
Lucifer
- Johanna Platow Andersson – vokal; produkcija, umjetnička direktorica
- Nicke Platow Andersson – bubnjevi; produkcija, snimanje, miksanje, umjetnički direktor
- Linus Björklund – gitara
- Martin Nordin – gitara

Ostalo osoblje
- Magnus Lindberg – mastering
- Graham Humphreys – ilustracija na omotu albuma
- Alan Forbes – logotip

## Ljestvice
| Ljestvica                     | Najviša pozicija |
| ----------------------------- | ---------------- |
| Njemačka (Offizielle Top 100) | 17.              |
| Španjolska (PROMUSICAE)       | 53.              |
| Švedska (Sverigetopplistan)   | 10.              |